# Ehrenfeld (Bochum)

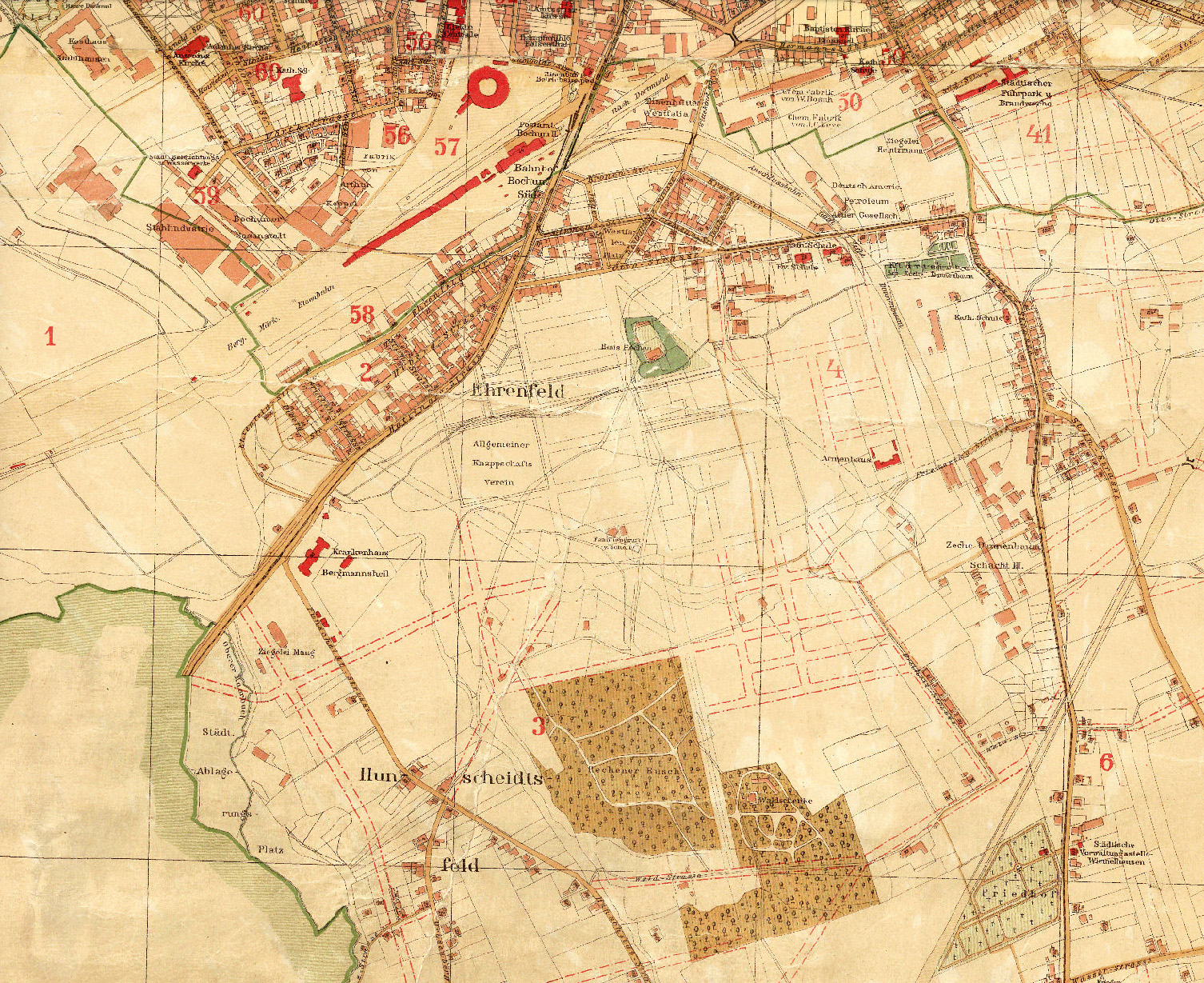
Planungen für das Ehrenfeld, auf einem Bochumer Stadtplan von 1905

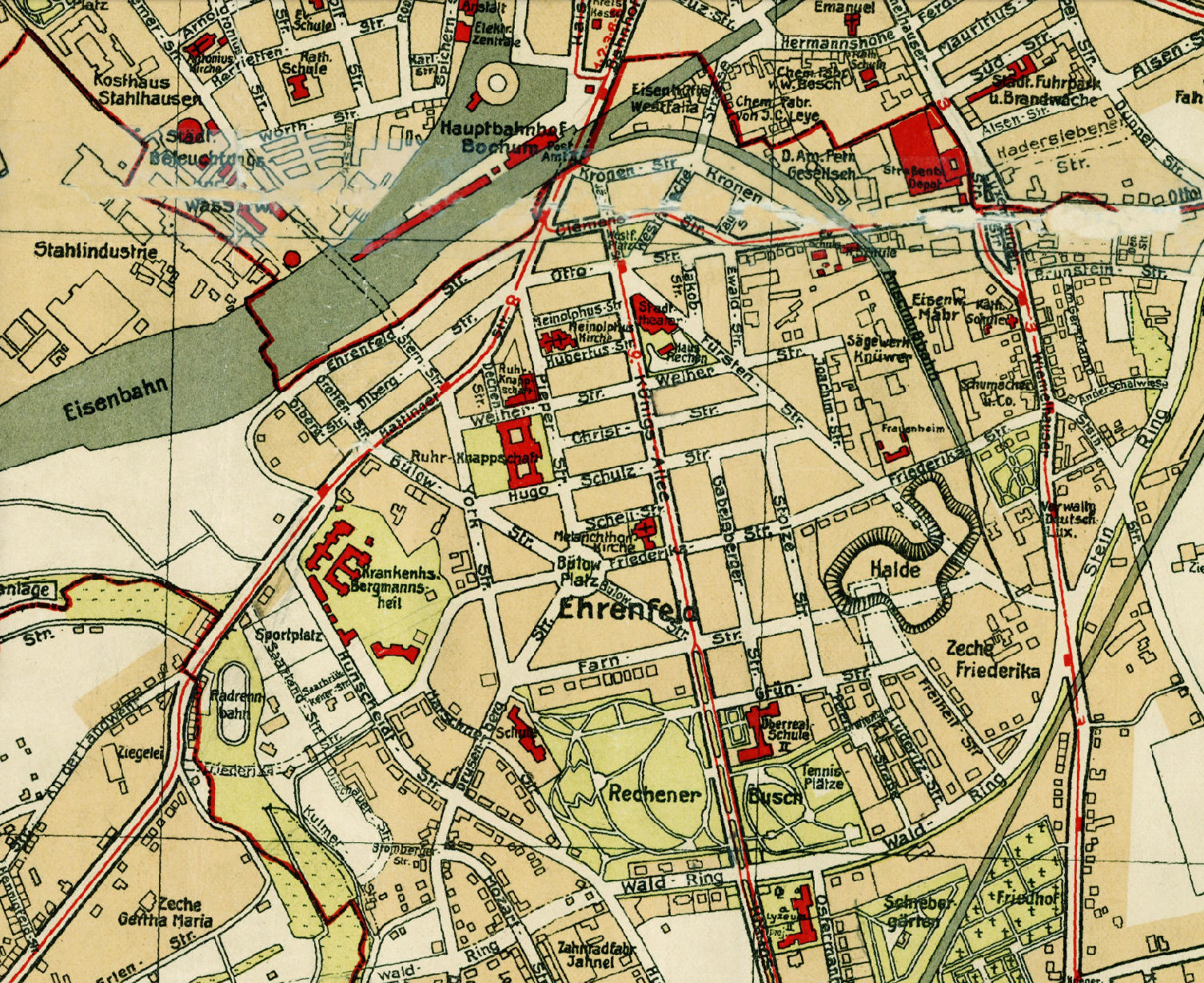
Der neue Stadtteil Ehrenfeld, 1927

Das Ehrenfeld ist ein Viertel im Norden des Stadtteils Wiemelhausen in Bochum. Das Viertel schließt unmittelbar an die südliche Innenstadt an und ist von dort aus über die Königsallee erreichbar. Politisch gesehen gehören Teile des Ehrenfeld zu dem Bezirk Bochum-Mitte, andere zu dem Bezirk Bochum-Süd (genauso wie die Gemarkung Wiemelhausen).

## Geschichte

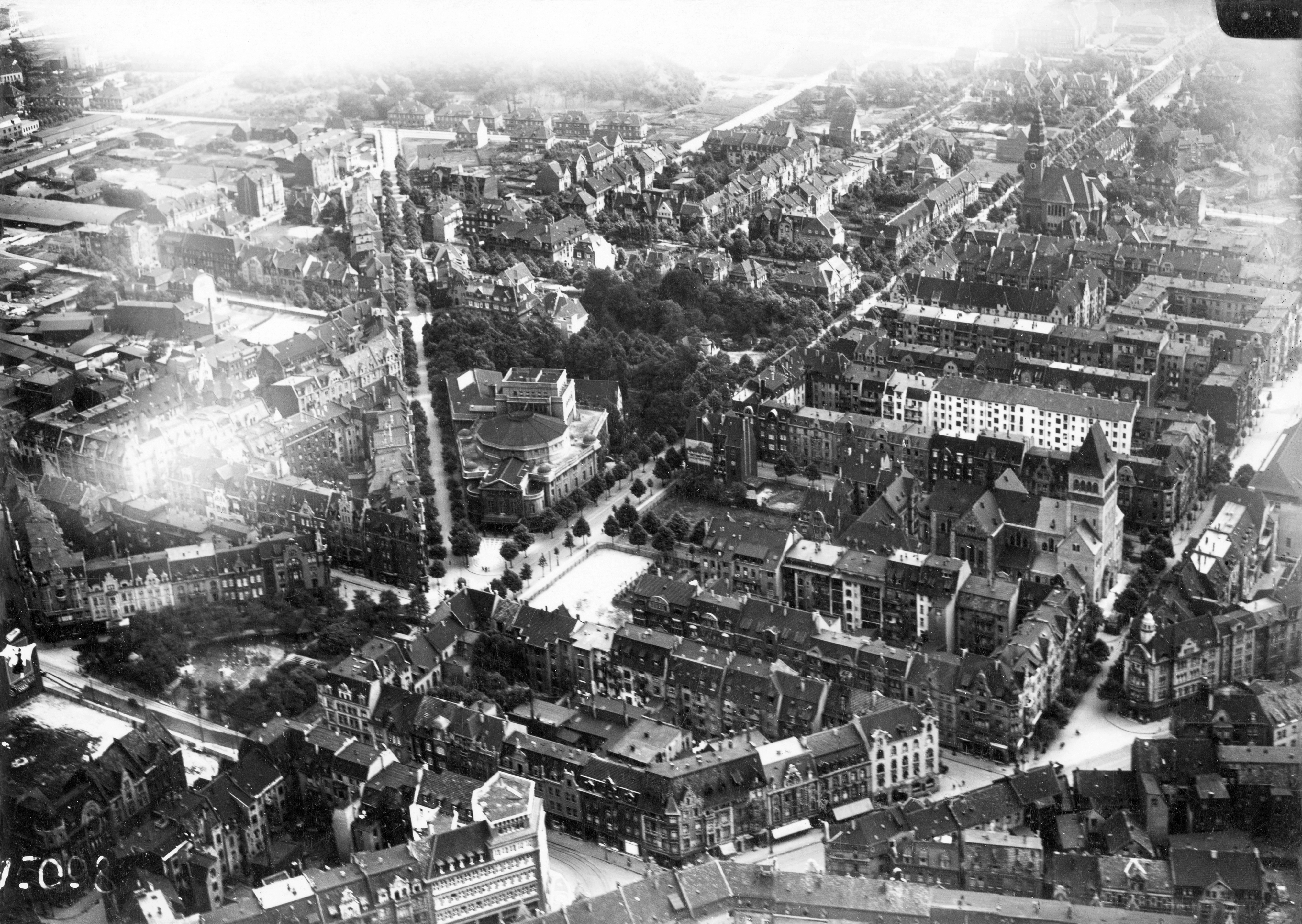
Stadtteil Ehrenfeld mit dem Stadttheater Bochum um 1926

Das Ehrenfeld war bis Mitte des 19. Jahrhunderts eine kaum erschlossene Wald- und Wiesenlandschaft mit wenigen Häusern, die zur Gemeinde Wiemelhausen gehörte und im Volksmund die Bezeichnung Kleine Tocke trug. Besitzer des Gebietes war das Haus Rechen unter dem Eigentümer Otto von Schell. Vor dem Pfarrhaus der Melanchthonkirche erinnern noch heute einige Grabsteine und eine Adlersäule für Friedrich von Schell an die Adelsgeschlecht Schell. Nach dem Deutsch-Französischen Krieg von 1870/71 vereinbarten die Anwohner für die Region im März 1874 die neue Bezeichnung Das Ehrenfeld.
Nach längeren Verhandlungen gegen Ende des Jahrhunderts überließ von Schell dem Bauunternehmer Clemens Erlemann (1865–1937) Grundstücke zwischen der heutigen Oskar-Hoffmann-Straße und der Bergisch-Märkischen Eisenbahnlinie, sodass zur Jahrhundertwende die ersten Gebäude eines neuen Stadtteils entstanden. Nachdem Erlemann 1904 auch die restlichen Flächen des Hauses Rechen erwerben konnte, wurde schon vor der Eingemeindung von Wiemelhausen nach Bochum am 1. April 1904 das Bauprojekt und die neuen Straßenzüge genehmigt.
Anfang 1905 begannen die Erschließungsarbeiten für einen ersten Teilabschnitt der Königsallee und der Bau erster Wohnhäuser. Den Kirchengemeinden wurden Grundstücke unter der Auflage der Bebauung geschenkt. So entstanden die St. Meinolphus und Mauritius (Bochum) und die Melanchtonkirche innerhalb kurzer Folge. Durch einen Grundstückstausch mit einer Fläche in der Innenstadt hatte der Allgemeinen Knappschaftsverein Platz für ein neues prachtvolles Verwaltungsgebäude (Fertigstellung Juni 1910). Erlemann ließ auf eigene Kosten das Orpehumtheater, Vorläufer des heutigen Schauspielhauses Bochum, errichten (Eröffnung 1908). Die Bebauung des neuen Stadtviertels war vor dem Ersten Weltkrieg abgeschlossen.
Erlemann wollte einen bürgerlichen Stadtteil für mittlere und höhere Bevölkerungsschichten schaffen. Ausgangspunkt hierfür sollten ein Platz mit sternförmig abgehenden Straßen und eine Prachtstraße sein. Der als ursprüngliches Zentrum des Ehrenfeldes entworfene Platz ist der heutige Verteilerkreis Romanus-Platz, die Prachtstraße ist die Königsallee. Die Straßen des Ehrenfeldes sind also nicht gewachsen, sondern städtebaulich geplant.
Später entstanden auch noch andere Großbauten wie das am 6. Oktober 1929 eingeweihte Parkhotel Rechen, welches als bestes Hotel in Westdeutschland galt, sowie die am 18. November 1929 in Betrieb genommene Schillerschule. Das im Stil des Bauhauses errichtete Kino Lichtburg von 1929 überlebte, wie viele Bauten, die schwere Zerstörungen des Viertels während der Bombardierungen im Zweiten Weltkrieg nicht.

## Heutige Lage

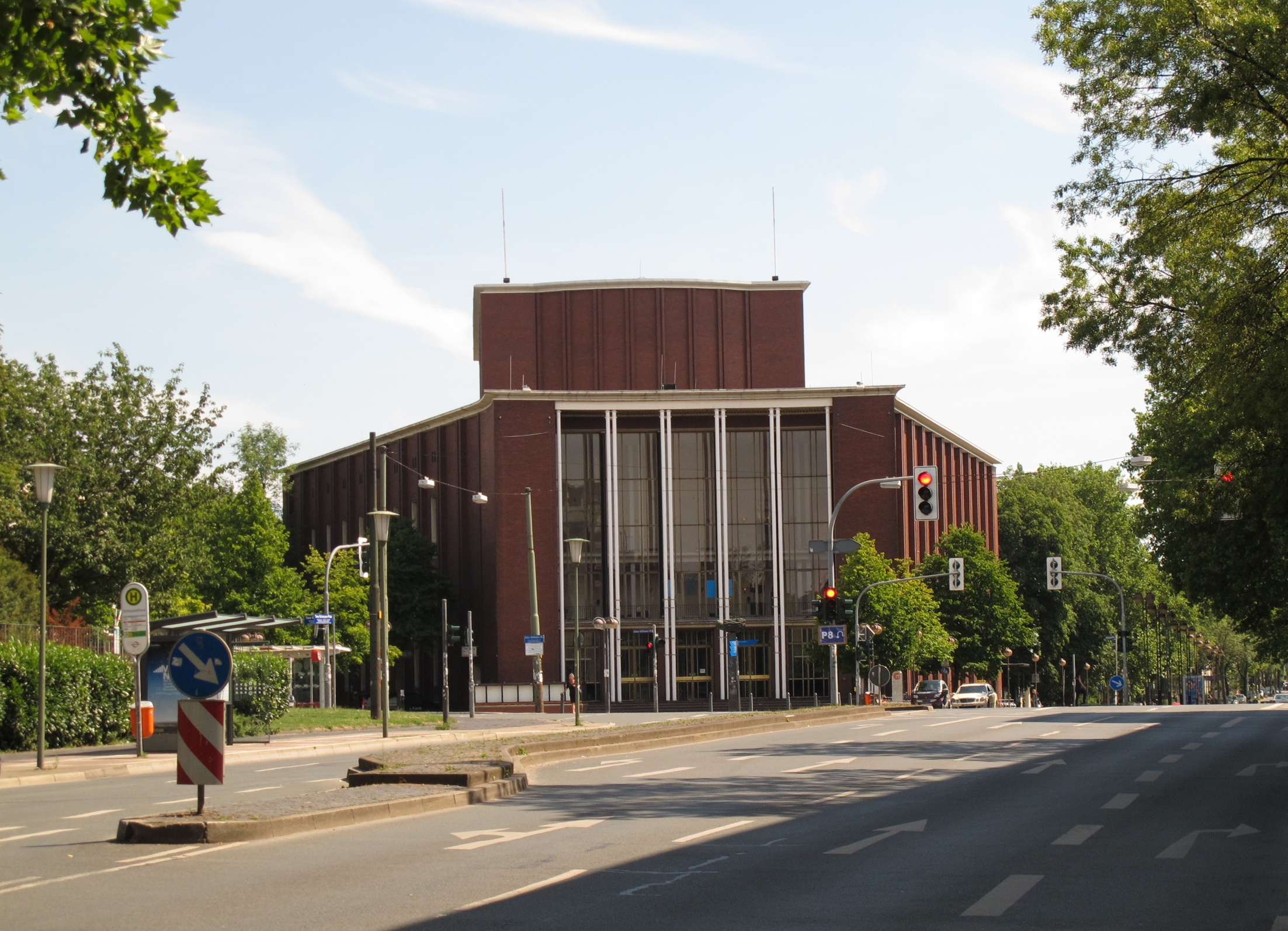
Schauspielhaus Bochum

Das Stadtviertel ist durch seine Nähe zur Innenstadt geprägt und enthält diverse wichtige Institutionen: Unter anderem das Schauspielhaus Bochum, den Thürmer-Saal, die Hauptverwaltung der Bochum-Gelsenkirchener Straßenbahnen AG, das Finanzamt Bochum-Süd, die Deutsche Rentenversicherung Knappschaft-Bahn-See, das Arbeitsamt und die der Folkwang Universität der Künste angegliederte Schauspielschule Bochum.

## Bahnhof

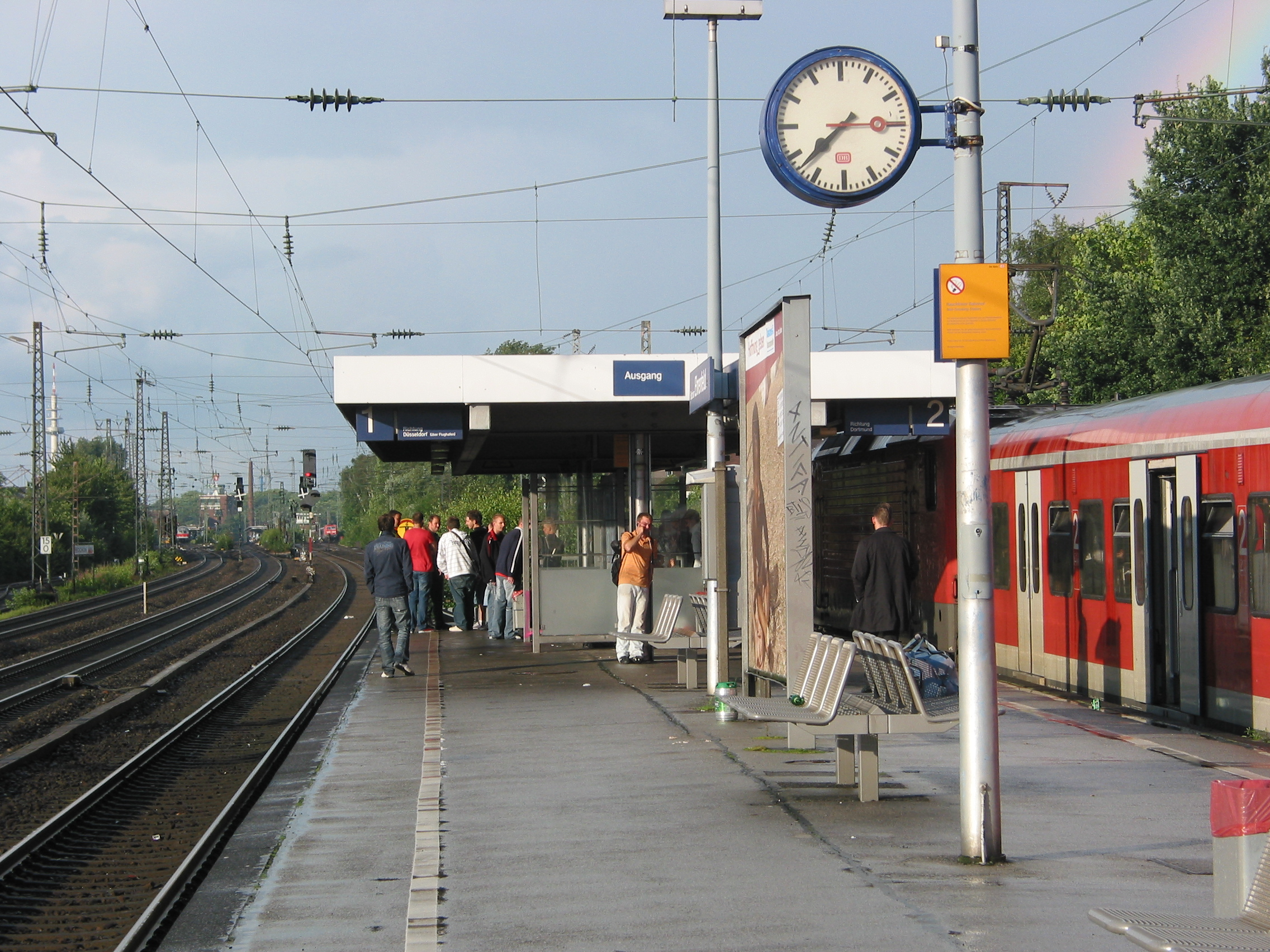
Haltepunkt BO-Ehrenfeld

Der Haltepunkt Bochum-Ehrenfeld führt zwei Gleise in Ost-West-Ost-Richtung, die sich einen Bahnsteig teilen; beide werden im S-Bahn-Verkehr genutzt (Linie S 1). Der Haltepunkt ist nicht barrierefrei.
| Linie | Verlauf | Takt                                                                            |
| ----- | --- | ------------------------------------------------------------------------------- |
| S 1   | Solingen Hbf – SG-Vogelpark – Hilden Süd – Hilden – D-Eller – D-Eller Mitte – D-Oberbilk – D-Volksgarten – Düsseldorf Hbf – D-Wehrhahn – D-Zoo – D-Derendorf – D-Unterrath – D-Flughafen – Angermund – DU-Rahm – DU-Großenbaum – DU-Buchholz – DU-Schlenk – Duisburg Hbf – MH-Styrum – Mülheim (Ruhr) Hbf – E-Frohnhausen – Essen West – Essen Hbf – E-Steele – E-Steele Ost – E-Eiberg – Wattenscheid-Höntrop – BO-Ehrenfeld – Bochum Hbf – BO-Langendreer West – BO-Langendreer – DO-Kley – DO-Oespel – DO-Universität – DO-Dorstfeld Süd – DO-Dorstfeld – Dortmund Hbf Stand: Fahrplanwechsel Dezember 2023 | 30 min 20 min (Solingen–Duisburg wochentags) 15 min (Essen–Dortmund wochentags) |

Zudem hält dort die Buslinie 355. Die Haltestelle der Buslinie befindet sich auf der Bessemerstraße. 
| Linie | Verlauf | Takt                                               | Betrieb  |
| ----- | --- | -------------------------------------------------- | -------- |
| 355   | Bochum Dahlhausen S – Bochum Scharpenseelstraße – Bochum Munscheider Straße – Bochum Eppendorf Mitte – Bochum Bergmannsheil – Bochum Ehrenfeld S – Bochumer Verein – Bochum West Bahnhof – Bochum Rathaus – Bochum Hbf / Boulevard – Bochum Lohring – Bochum Hauptfriedhof – Bochum Mettestraße – Bochum Laer Mitte / Suntumer Straße – Bochum Rüsingstraße – Bochum Werner Straße – Bochum Werne Mitte – Bochum Werne Amt – Bochum Langendreer West S / Lünsender Straße – Bochum Lessing-Schule – Bochum Langendreer Amt – Bochum Rudolf-Steiner-Schule – Bochum Knappschafts-Krankenhaus – Bochum Baroper Straße – Bochum-Langendreer, Sportplatz Papenholz | 30 min (mo-fr) 60 min. abends, samstags & sonntags | BOGESTRA |

Nahliegende Haltestellen sind: Yorckstraße, Bergmannsheil, Schauspielhaus & Ursulastraße
Yorckstraße: Buslinie 355 (Nur in Fahrtrichtung Bochum Dahlhausen S) & Buslinie 365
Bergmannsheil: Straßenbahnlinien 308 & 318 / Buslinien 355 & 365
Schauspielhaus: Straßenbahnlinien 308 & 318 / SchnellBuslinie SB 37 / Buslinie 350, 353 & 365 / NachtExpress NE 4
Ursulastraße: Buslinie 355

## Banken

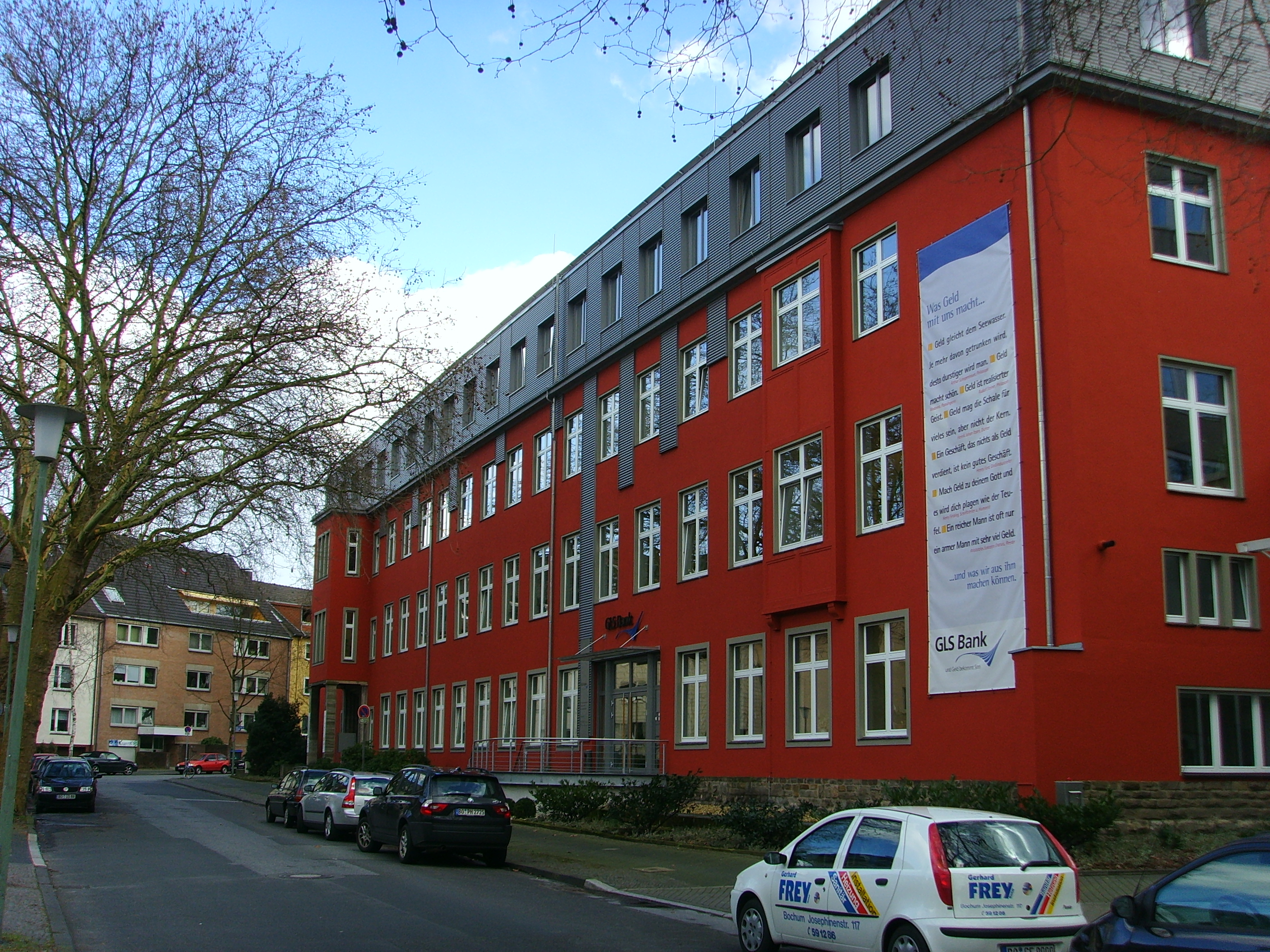
Hauptsitz der GLS Gemeinschaftsbank

Die GLS Gemeinschaftsbank eG hat ihren Hauptsitz im Ehrenfeld. Die Sparkasse Bochum ist mit zwei Geschäftsstellen vertreten. Am östlichen Rand hat sich auf dem Gebiet der ehemaligen Zeche Friederika die Hauptstelle der Volksbank Bochum Witten angesiedelt. Die übrigen Banken haben sich zurückgezogen.

## Bildung

### Schulen

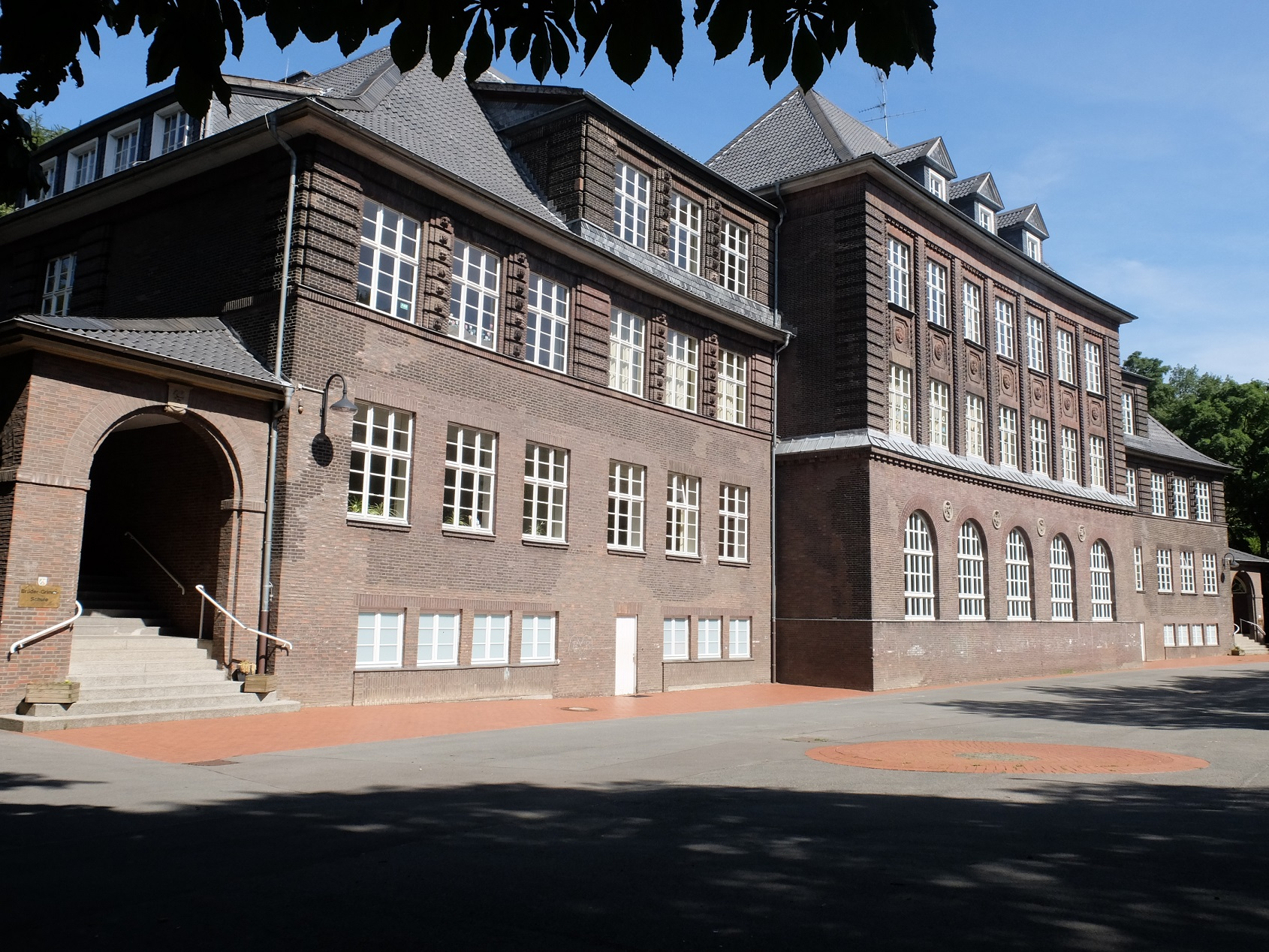
Drusenbergschule

Um ein auch familienpolitisch attraktives Viertel zu entwickeln wurden noch vor dem Ersten Weltkrieg eine Volksschule und ein Gymnasium angesiedelt; beide Gebäude wurden vom Bochumer Stadtbaumeister Karl Elkart entworfen. Bald nach dem Krieg folgte ein zweites Gymnasium. Heute gibt es im Ehrenfeld drei Grundschulen und zwei Gymnasien:
- die Traditionsgrundschule Drusenbergschule (1913)
- die Offene Ganztagsgrundschule Friederika-Schule (1952)
- die Städtische Katholische Grundschule Don-Bosco-Schule (1971)
- das Graf-Engelbert-Gymnasium (1910)
- das Gymnasium Schiller-Schule (1919)

Das Gebäude der Drusenbergschule steht seit 1988 unter Denkmalschutz.

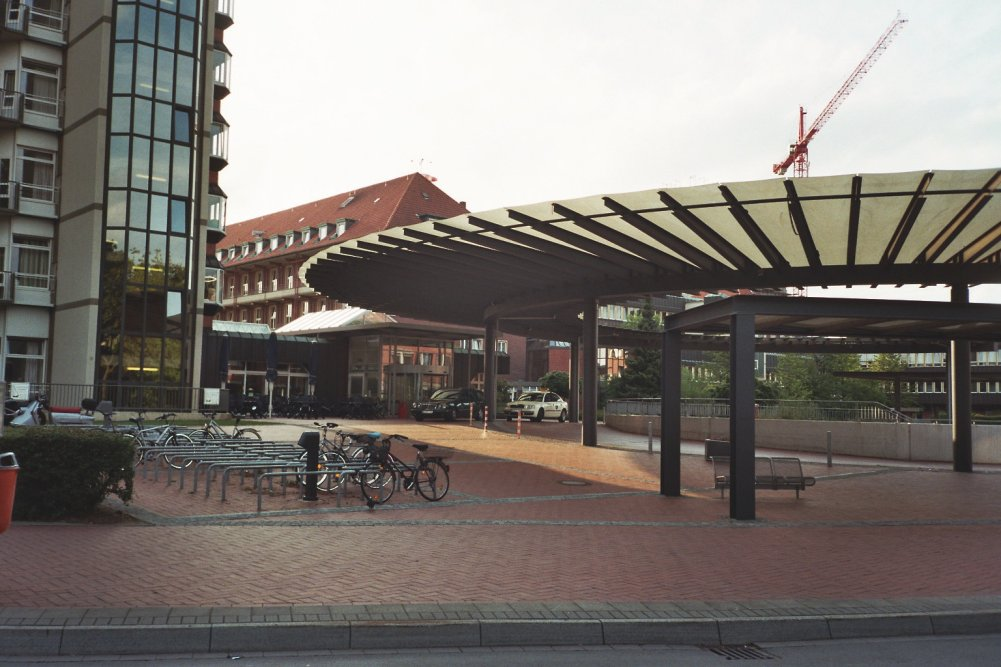
Eingangsbereich der Universitätsklinik Bergmannsheil Bochum

### Mit der Ruhr-Universität Bochum verbundene Einrichtungen
Die 1962 gegründete Ruhr-Universität Bochum wurde zwar außerhalb der Innenstadt von Bochum in Querenburg als Campus-Universität angelegt; gleichwohl haben zwei mit der Universität verbundene Einrichtungen ihren Sitz im Ehrenfeld:
- Das Berufsgenossenschaftliche Universitätsklinikum Bergmannsheil entstand 1888 als Bergbau-Berufsgenossenschaftliche Krankenanstalten Bergmannsheil; 1977 wurde es im Rahmen des Bochumer Modells zur Universitätsklinik erhoben. Die Klinik hat damit einen wesentlichen Anteil an der Medizinerausbildung in Bochum.

Haus der Geschichte des Ruhrgebietes

- Das Haus der Geschichte des Ruhrgebietes versteht sich als interdisziplinäre Forschungsstätte; es vereint die Bibliothek des Ruhrgebiets, das Archiv im Haus der Geschichte des Ruhrgebiets (AHGR) und das Institut für soziale Bewegungen (ISB).

### Berufliche Bildung
- Der Caritasverband für Bochum und Wattenscheid betreibt seit 1991 ein Fachseminar für Altenpflege, in dem Altenpfleger und Altenpflegehelfer ausgebildet werden.
- Mit dem 1994 gegründeten Bildungszentrum des Universitätsklinikums Bergmannsheil sind eine Krankenpflege- und eine MTA-Schule verbunden.

## Freimaurer
Im Ehrenfeld arbeiten zwei Freimaurerlogen:
- die Loge Zu den drei Rosenknospen der Großloge der Alten Freien und Angenommenen Maurer von Deutschland (gegr. 1785), die erste Freimaurerloge im Ruhrgebiet und eine der ältesten Freimaurerlogen Deutschlands überhaupt, sowie
- die Johannisloge Helweg der Großen Landesloge der Freimaurer von Deutschland (gegr. 1921).

## Hospiz
Die Caritas betreibt in der umgebauten Villa Gröppel das Hospiz St. Hildegard, in dem schwerstkranke und sterbende Menschen in ihrer letzten Lebensphase begleitet und umfassend medizinisch betreut werden; die Aufnahme erfolgt dabei unabhängig vom Glauben oder der Herkunft sowie der sozialen Stellung oder der politischen Anschauung der Patienten. Die Einrichtung verfügt über 11 Zimmer, die auch individuell ausgestattet werden können.

## Kleingärten
Obwohl des Ehrenfeld als ein bürgerlicher Stadtteil mit für die Erholung der Bevölkerung ausreichenden Grünflächen konzipiert worden war, gründeten sich bereits 1908 die ersten Kleingartenvereine, die im Volksmund als Schrebergärten bekannt wurden. Sie waren gerade während der Kriege und der Inflationszeit nicht unwichtig für die Versorgung der lokalen Bevölkerung.
- KGV Bochum Ehrenfeld 08 e. V. an der Ostermannstraße
- KGV Bergmannsheil Bochum e. V. 1922 an der Hattinger Straße

## Kultureinrichtungen
Zwei große Einrichtungen prägen das kulturelle Profil des Ehrenfeldes:
- Das Schauspielhaus Bochum gehört zu den großen und renommierten Theatern in Deutschland.
- Im Thürmersaal finden neben Vorstellungen der Schauspielschule Bochum auch weiterhin Kammerkonzerte statt.

## Kunst im öffentlichen Raum

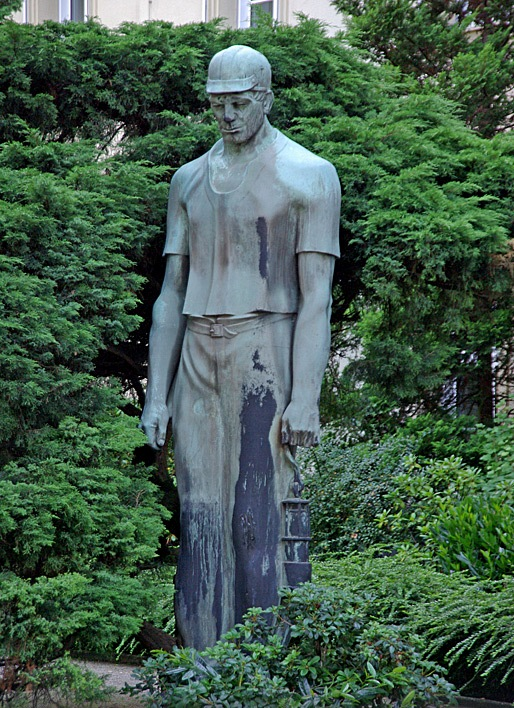
Erich Schmidtbochum Bergmann

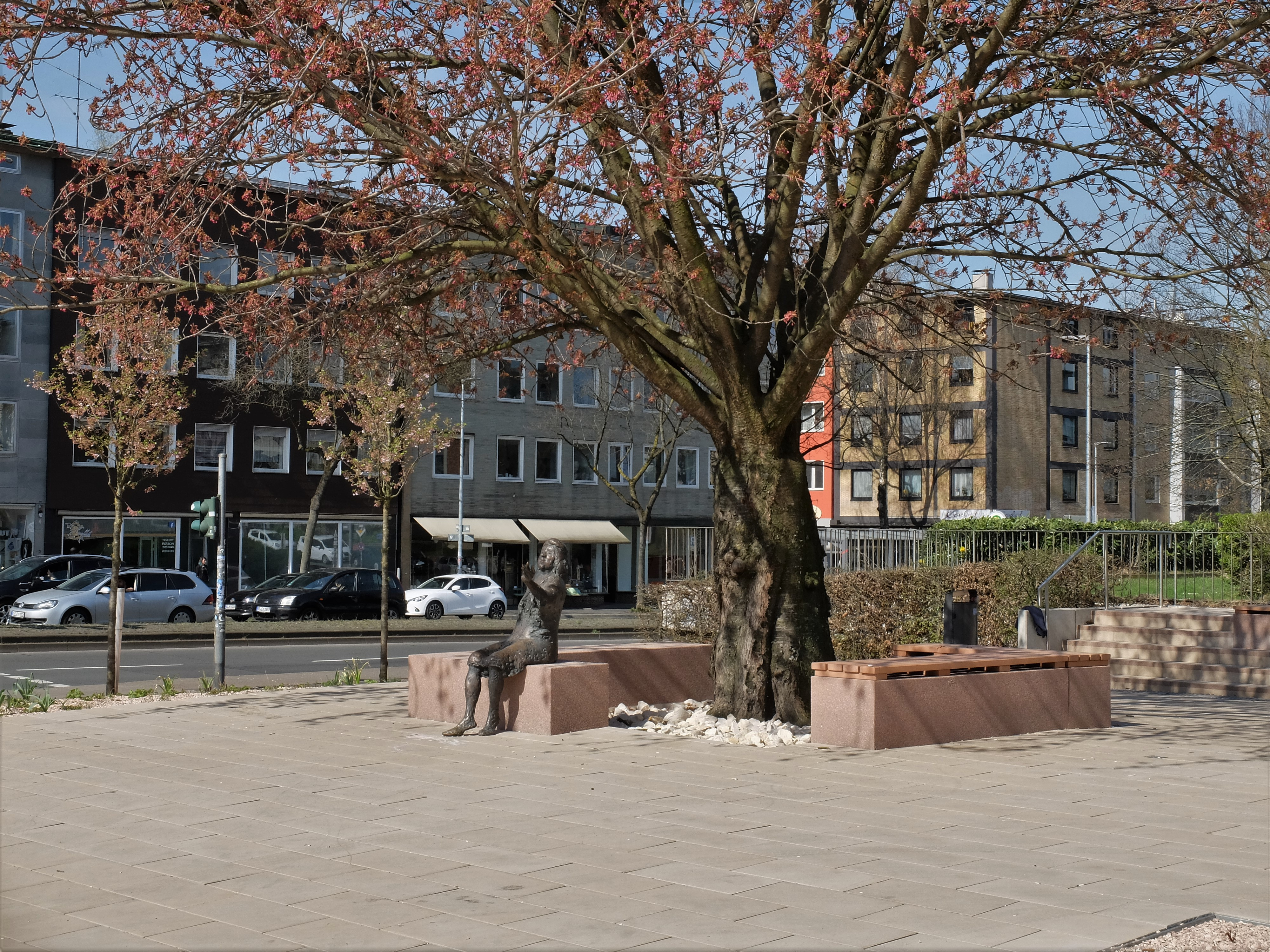
Denkmal für Tana-Schanzara auf dem nach ihr benannten Patz

Im Ehrenfeld stehen Skulpturen und Plastiken, die von namhaften nationalen und internationalen Künstlern geschaffen wurden. Die Finanzierung erfolgte durch die öffentliche Hand, verschiedene Firmen oder privates bürgerschaftliches Engagement.
- Löwendenkmal, Willy Meller (1928), Schillerschule, Königsallee Ecke Waldring
- Bergmänner, Erich Schmidtbochum (1950/51), Bundesknappschaft, Pieperstr. 14 – 28
- Deux segments de droite, l'un horizontal l'autre vertikal, François Morellet (1980/2012), Finanzamt Bochum Süd, Königsallee 21
- Steinskulptur, Klaus Herleb (1984), Agentur für Arbeit, Universitätsstr. 66
- Große Steinskulptur, Hans Steinbrenner (1984), Deutsche Bundesbank, Filiale Bochum, Universitätsstr. 71
- Der Mensch, Dieter Hacker (1991), Theatervorplatz, Hans Schalla-Platz
- Ohne Titel, Hans Rudolf Thull (2002), Volksbank Bochum/Witten, Universitätsstraße 70 Ecke Friederikastraße
- Tana Schanzara, Karl Ulrich Nuss (2012), Tana-Schanzara-Platz
- Some at times cast light, Kristina Buch (2015), Grete-Penelope-Mars-Platz
- Naherholungsgebiet, Janna Banning (2020), Romanusplatz

## Religion
Wie in anderen ähnlich strukturierten großstädtischen Vierteln haben sich im Ehrenfeld verschiedene Religionsgemeinschaften angesiedelt, wobei Erlemann schon von Anfang an je eine Kirche für die beiden großen christlichen Konfessionen in das Konzept seiner Planungen einbezogen hatte.

### Kirchen

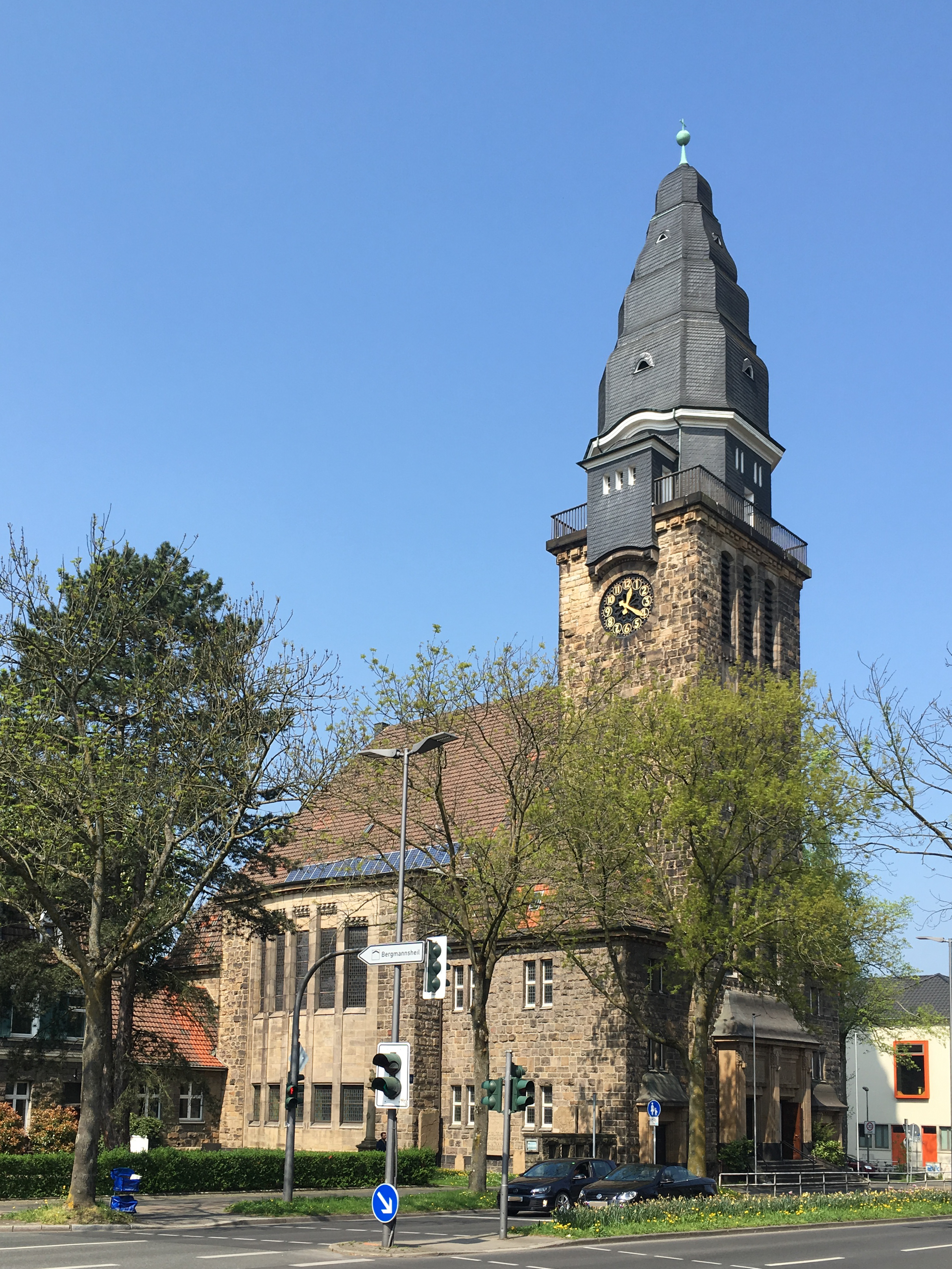
Melanchthonkirche Bochum

Um den bürgerlichen Charakter des geplanten neuen Viertels sicherzustellen, schenkte Erlemann der Evangelischen und der Katholischen Kirche jeweils ein Grundstück; diese Schenkungen waren mit der Auflage verbunden, vor dem 1. Januar 1912 mit den Bauarbeiten zu beginnen, sonst wären die Grundstücke an den Schenker zurückgefallen. Unter erheblichen finanziellen Anstrengungen entstanden so recht schnell die beiden ersten Kirchengemeinden des Ehrenfeldes:
- die evangelische Kirchengemeinde Melanchthon (Einweihung der Kirche am 2. November 1913)

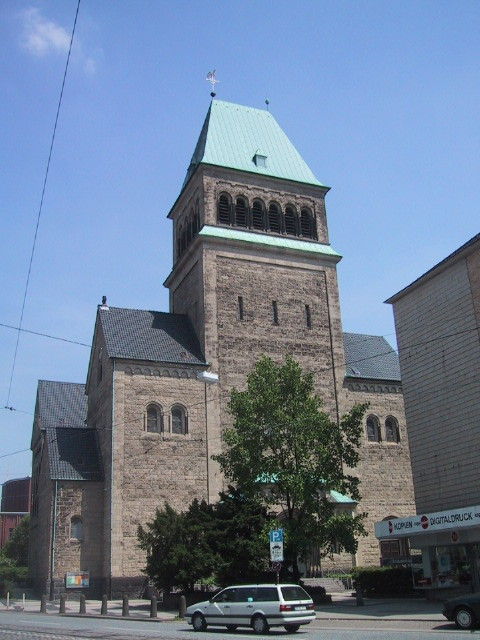
St. Meinolphus und Mauritius Bochum

- die römisch-katholische Gemeinde St. Meinolphus und Mauritius (Bochum) (Kirchweihe am 1. Januar 1913).

Beide Kirchen wurden im Zweiten Weltkrieg zerstört und nach dem Krieg wieder aufgebaut.
Unabhängig von Erlemanns Planungen wurden auch zwei evangelisch-freikirchliche Kirchen gebaut:
- die Immanuelskirche der Baptisten (1894)
- die Kirche der Freien evangelischen Gemeinde Bochum.

### Moschee
Die Islamische Gemeinde Bochum e. V. betreibt seit 1976 die Eyüp-Sultan-Moschee. In jedem Jahr werden am Tag der offenen Moschee (3. Oktober) Führungen durch das Gebäude und Erläuterungen zum Islam angeboten.

### Buddhistisches Zentrum
Das Buddhistische Zentrum Bochum der Karma Kagyü Linie e. V. zog 2012 ins Ehrenfeld; es organisiert turnusmäßig Meditationsabende und bietet regelmäßige Vorträge und Informationen zum Diamantweg-Buddhismus an.

## Sport
Der erste Sportverein wurde als Sportverein 1913 Ehrenfeld e. V. noch vor dem Ersten Weltkrieg gegründet; er löste sich 1968 auf. Seitdem richten andere Vereine ein umfangreiches Sportangebot aus:
- Die DJK Teutonia Ehrenfeld 1913 e. V. bietet in verschiedenen Sportarten Breiten- und Gesundheitssport an; zudem werden Fußball und Tischtennis als Leistungssport angeboten.
- Die Turngemeinde Bochum 1884 e. V. legt den Schwerpunkt auf breite Angebote, auch für verschiedene Altersgruppen und Geschlechter.

Darüber hinaus nutzen zahlreiche andere Bochumer Vereine die Ehrenfelder Sportanlagen.

## Trivia
- Da das Bochumer Ehrenfeld kein eigener Stadtteil ist, wohnt man „im“ Ehrenfeld und nicht „in“ Ehrenfeld (wie z. B. in dem gleichnamigen Kölner Stadtteil).
- In Bochum hieß es schon vor der Gentrifizierung: „Wer was auf sich hält, wohnt im Ehrenfeld!“
- Das Stadtmagazin Prinz wählte Ehrenfeld im Juli 2010 zum attraktivsten Stadtviertel des Ruhrgebietes.
- Seit 2009 wird im Ehrenfeld das Stadtteilmagazin Der Ehrenfelder verlegt und an die Haushalte des Viertels verteilt.
- Seit 2012 erscheint monatlich das Programm „Bochum OFFline“, das die Aktivitäten der Kreativszene im Ehrenfeld, in Griesenbruch und Rottstraße abbildet.